# Botrychium gallicomontanum
Botrychium gallicomontanum là một loài dương xỉ trong họ Ophioglossaceae. Loài này được Farrar & Johnson-Groh mô tả khoa học đầu tiên năm 1991.